# Sant'Eufemia al Foro Traiano
Sant'Eufemia al Foro Traiano var en kyrkobyggnad i Rom, helgad åt den heliga jungfrumartyren Eufemia. Kyrkan var belägen vid Via del Marforio på ruinerna efter Trajanus forum i Rione Monti.

## Kyrkans historia
Under påve Clemens VIII:s pontifikat (1592–1605) tog sig en viss Lorenzo Ceruso an de hemlösa pojkar som vistades i området kring Trajanus saluhallar, medan en av hans vänner, Antonio, gjorde samma sak med de hemlösa flickorna. I början av 1600-talet uppfördes ett kloster och en kyrka, helgad åt jungfrumartyren Eufemia på resterna av Basilica Ulpia på Trajanus forum; de hemlösa flickorna inhystes i klostret, vilket fick namnet Conservatorio delle Zitelle. Själva klosterbyggnaden vette mot Via dei Taroli. År 1623 gav kardinal Ludovico Ludovisi arkitekten Mario Arconio (1575–1635) i uppdrag att restaurera Sant'Eufemia-kyrkan. Fasaden var i två våningar med ett krönande triangulärt pediment.
Den enskeppiga interiören var smyckad med fresker av Giulio Solimena (1676–1723) och högaltarmålningen av Andrea Camassei föreställde den heliga Eufemia.

### Rivning
Från 1809 till 1814 ingick staden Rom i ett departement inom Första franska kejsardömet. De franska myndigheterna beslutade år 1812 att riva kyrkan Sant'Eufemia och dess kloster för att frilägga Basilica Ulpia. Högaltarmålningen av Andrea Camassei gick då förlorad, men en kopia finns i Galleria Nazionale d'Arte Antica. En del av inventarierna återfinns numera i Det allraheligaste blodets systrars kapell vid Via Giuseppe Antonio Guattani i nordöstra Rom. I Museo di Roma bevaras en fresk från klostret, Kristus och den samariska kvinnan.
Kyrkans namn lever kvar i Via di Sant'Eufemia.